# フラッシング・メドウズ・コロナ・パーク
座標: 北緯40度44分51秒 西経73度50分34秒 / 北緯40.74750度 西経73.84278度

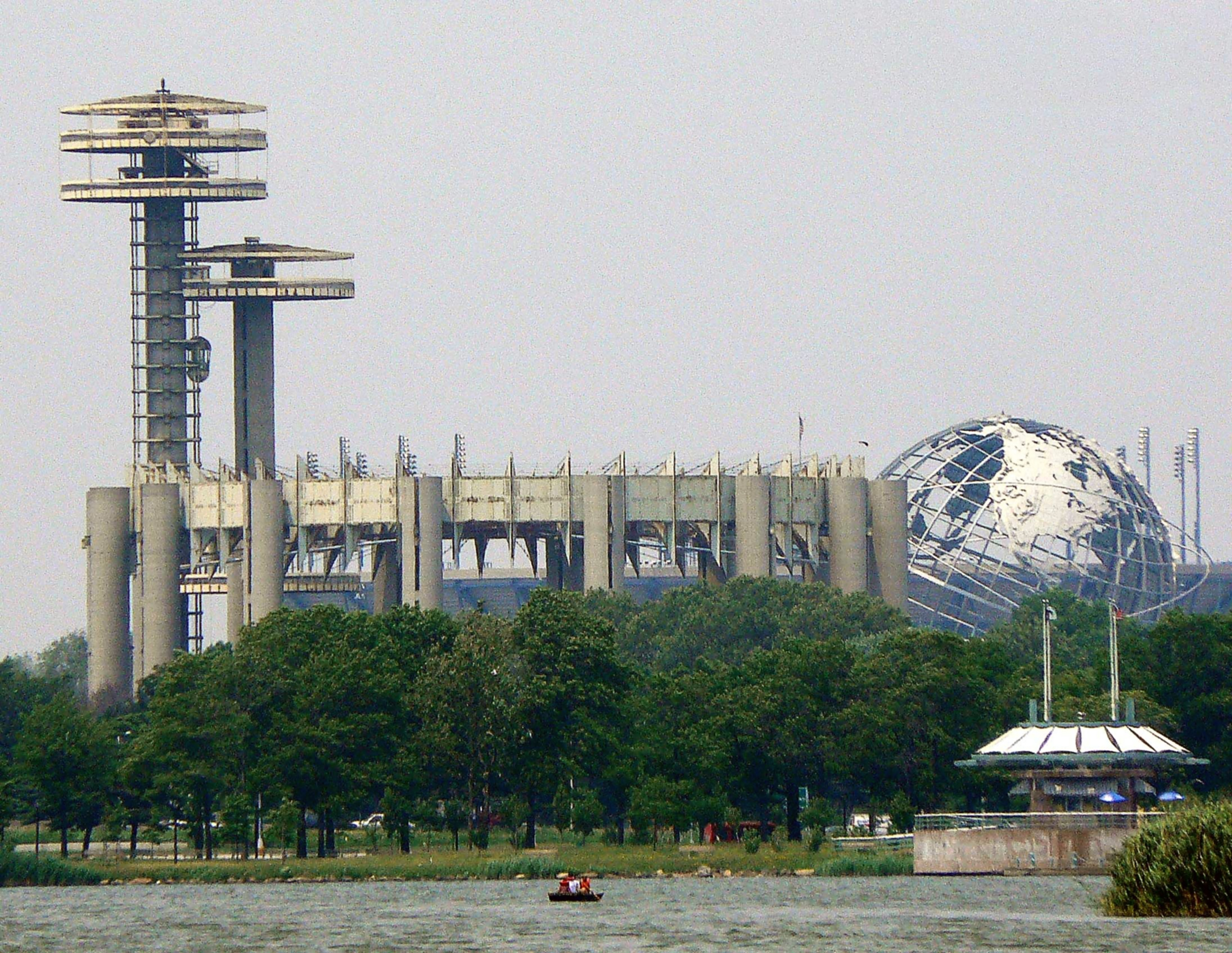
ニューヨーク州パビリオン展望塔（左）とユニスフィア地球儀（右）

フラッシング・メドウズ・コロナ・パーク（Flushing Meadows–Corona Park）は、アメリカ合衆国ニューヨーク市クイーンズ区北部、フラッシング地区に位置する公園。フラッシング・メドウ・パーク（Flushing Meadow Park）、フラッシング・メドウズ・パーク（Flushing Meadows Park）、あるいはただ単にフラッシング・メドウズ（Flushing Meadows）とも呼ばれる。公園の面積は約508haで、ニューヨーク市の公園としてはブロンクス区のペルハム・ベイ・パークに次いで広い。公園の管理・運営にはニューヨーク市公園・レクリエーション局があたっている。

## 歴史
この公園のある地は、もともとはF・スコット・フィッツジェラルドの小説「グレート・ギャツビー」で灰の谷(a valley of ashes)と著されるようなごみの処分場で、コロナ・アッシュ・ダンプスと呼ばれていた。当時のニューヨーク公園管理官ロバート・モーゼスは、この地に1939年のニューヨーク万国博覧会会場を設営するにあたって、積み上げられた灰を周辺の高速道路の基礎に混ぜることで処分した。1939年の万国博覧会で使用された建物のいくつかは、1946年に国際連合が設立された後、1952年に国連本部ビルが完成するまでの間、国際連合の仮本部として使われていた。当時、万国博覧会でのニューヨーク州館は国際連合総会会場として使われていた。1964年の万国博覧会では、この建物はニューヨーク市パビリオンとして再利用され、ニューヨーク市のパノラマを展示した。この建物は1939年の万国博覧会で建てられたものとしては唯一現存するもので、現在ではクイーンズ美術館として利用されている。1964年の万国博覧会で展示されたパノラマはそのまま美術館の館内に残され、ときどき更新されている。1964年の万国博覧会のシンボルとして造られたユニスフィアは、会期終了後もそのまま残され、フラッシング・メドウズ・コロナ・パークのシンボルとなっている。このユニスフィアは、もともとは1939年の万国博覧会のシンボルであったペリスフィアが立っていたところに造られた。
しかし、1964年の万国博覧会で建てられた建物や造られたシンボルのうち、ニューヨーク市パビリオンやユニスフィアのように会期終了後も残ったものは少数で、ニューヨーク州パビリオンやアメリカ合衆国パビリオンなど、多くは使い道が見つからないまま老朽化したり、取り壊されたりした。
2008年には、約6億6300万ドルを投じて建設された水泳センター、フラッシング・メドウズ・コロナ・パーク・プール・アンド・リンクが完成した。同センターはオリンピックサイズの室内プール、およびNHLの規定を満たすアイスリンクを有している。同センターは競技に使用されるのみならず、一般客にも開放されている。水泳もスケートも1年中行えるこの施設は約10,200m²の面積を有する、ニューヨーク市内で最大規模の屋内レクリエーション施設である。施設内はバリアフリーになっている。

## 施設

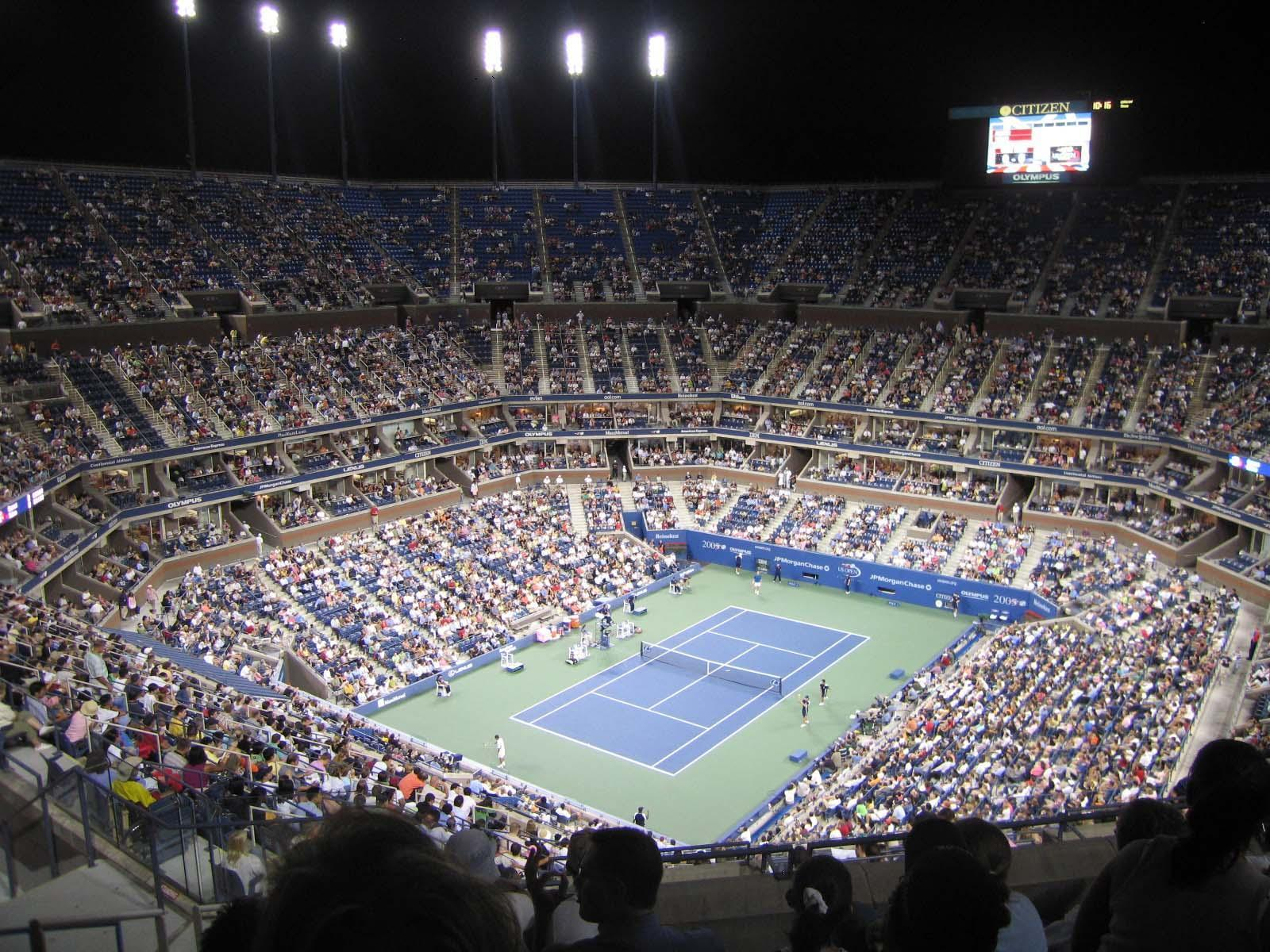
テニスの全米オープンが開かれるUSTAテニスセンターはフラッシング・メドウズ・コロナ・パークの園内にある

フラッシング・メドウズ・コロナ・パークはテニスの4大大会の1つ、全米オープンが開かれる地でもある。1978年にUSTAビリー・ジーン・キング・ナショナル・テニス・センターが完成してからは、フラッシング・メドウズ・コロナ・パークの園内にある同センターで全米オープンが行われている。1997年に完成した新しいセンターコートは「アーサー・アッシュ・スタジアム」と呼ばれている。それまでは、隣接するルイ・アームストロング・スタジアムをセンターコートとして用いていた。
また、MLBのニューヨーク・メッツの本拠地、シティ・フィールドは、フラッシング・メドウズ・コロナ・パークの北端に立地している。
フラッシング・メドウズ・コロナ・パークは市民の憩いの場でもある。園内の至るところで行われている活動には、クイーンズ区の人種的・民族的な多様性が現れている。園内のメドウ・レイクでは貸ボートがあり、手漕ぎ、ないしペダル式のボートが借りられる。メドウ・レイクではドラゴン・ボートのレースも行われる。自転車道はメドウ・レイクからブルックリン・クイーンズ緑道へとつながっている。また、園内ではサッカーやクリケットも盛んに行われている。しかし、公園の南側、ウィローレイクの周辺に広がる天然の湿地帯は、一般には公開されていない。
園内に建つ文化施設としては、前述のクイーンズ美術館のほか、クイーンズ・シアターやニューヨーク科学館が挙げられる。ニューヨーク科学館はクイーンズ美術館同様、わずかに残された1964年の万国博覧会の施設を再利用したもので、その名が示す通り科学技術に関する展示物を展示している。